# Stargroves
Stargroves, i East Woodhay, var i 1970'erne Mick Jagger hjem. The Rolling Stones indspillede adskillige sange der, før de flyttede til Frankrig i foråret 1971.
The Who indspillede også nogle sange på Stargroves, da de brugte Rolling Stones Mobile Studio, heriblandt "Pure and Easy" i 1971.
I 1972 indspillede Led Zeppelin dele af deres albummer Houses of the Holy og Physical Graffiti.
Andre der har indspillet i Rolling Stones studiet er: Deep Purple, Status Quo, Bob Marley and the Wailers, Santana og Iron Maiden.
51°20′49″N 1°24′40″V / 51.347°N 1.411°V